# تحلیل مؤثر
تحلیل مؤثر (قابلیت تجزیه و تحلیل ویژگی یا تحلیل تضاد) تجزیه و تحلیل کلمات از طریق ساختار مجموعه ای از ویژگی‌های معنایی است که به عنوان "حال", "غایب" یا "بی تفاوت با اشاره به ویژگی های" داده می‌شود. در نتیجه این روش از اصل تجزیه پذیری مجزا است. تحلیل مؤثر یک روش معمولی از معناشناسی ساختاری است که اجزای معنایی یک کلمه را تجزیه و تحلیل می‌کند؛ لذا این مفهوم ویژگی‌های مهم فرهنگی که توسط افراد آن زبان موجب تشخیص کلمات مختلف در یک حوزه معنایی یا دامنه می‌شود را آَشکار می‌کند(Ottenheimer, 2006, p. 20). این روش یک رویکرد بسیار ارزشمند برای یادگیری یک زبان دیگر و درک دامنه خاص معنایی در مطالعات قوم نگاری است.

## مثال
مرد = [+ مذکر], [+ بالغ] یا زن = [- مذکر], [+ بالغ] یا پسر = [+ مذکر], [- بالغ] یا دختر = [- مذکر] [- بالغ] یا کودک = [+/– مذکر] [+/–  بالغ]. به عبارت دیگر کلمه دختر می‌تواند سه عامل اساسی (یا ویژگی معنایی): انسان،  جوانو مؤنث داشته باشد. مثال دیگری که خوراکی است و یک عامل مهم است که می‌تواند سبب تمایز گیاهان از یک دیگر باشد (Ottenheimer, 2006, p. 20). به‌طور خلاصه یک کلمه می‌تواند پایه معنایی اساسی داشته باشد که با توجه به زمینه‌های فرهنگی به خوبی می‌تواند آن کلمه را توضیح دهد. درک این معانی اساسی برای درک  کامل هر زبان و فرهنگی بسیار مهم است.